# Marc Jeannerod

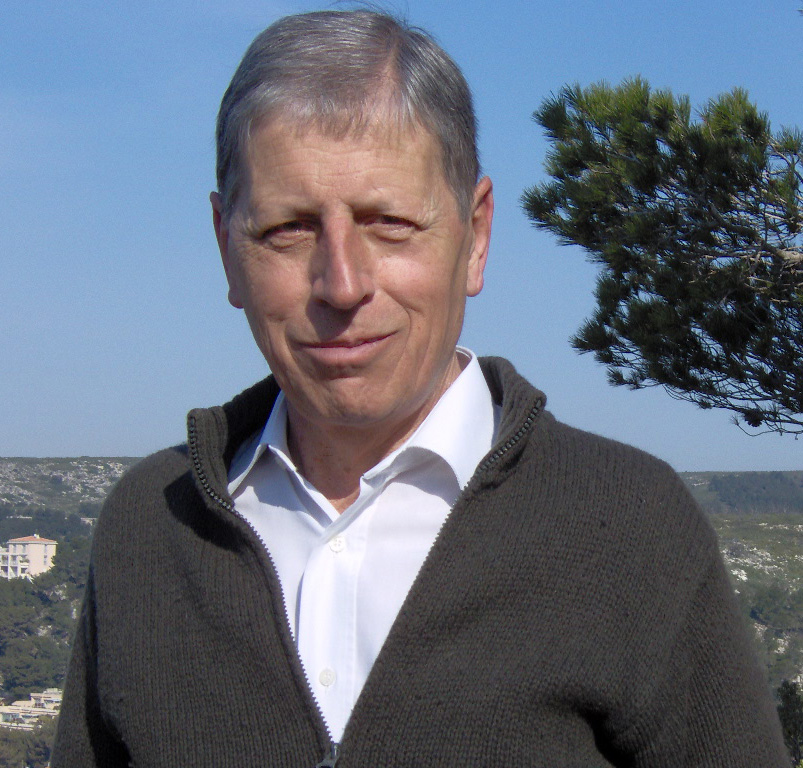
Marc Jeannerod

Marc Jeannerod (* 15. Dezember 1935 in Lyon; † 1. Juli 2011 ebenda) war ein französischer Neurologe und Neurophysiologe.

## Leben
Jeannerod war Professor für Physiologie an der Universität Lyon I und leitete von 1997 bis 2005 das von ihm gegründete Institut des Sciences Cognitives der CNRS in Lyon.
1989 wurde er zum ordentlichen Mitglied der Academia Europaea gewählt. 1996 wurde er korrespondierendes und 2002 Vollmitglied der Académie des sciences. 2005 erhielt er den Jean-Louis-Signoret-Preis.

## Werke (Auswahl)
als Autor
- Motor cognition. What actions tell to the Self. Oxford University Press, Oxford 2006, ISBN 0-19-856965-3.
- Ways of Seeing. The Scope and Limits of Visual Cognition. Oxford University Press, Oxford 2003, ISBN 0-19-850921-9. (zusammen mit Pierre Jacob).
- Le Cerveau intime. Editions Odile Jacob, Paris 2002, ISBN 2-7381-1170-X.
- La Nature de l'esprit. Editions Odile Jacob, Paris 2002, ISBN 2-7381-1071-1 (Sciences cognitives et cerveau).
- The Cognitive Neuroscience of Action. Wiley-Blackwell, Oxford 1997, ISBN 0-631-19604-8.
- De la physiologie mentale. Histoire des relations entre la psychologie et la biologie. Editions Odile Jacob, Paris 1996, ISBN 2-7381-0386-3.
- The Neural and Behavioural Organization of Goal-Directed Movements. Oxford University Press, Oxford 1990, ISBN 0-19-852196-0.
- Neurophysiological & Neuropsychological Aspects of Spatial Neglect. Elsevier, Amsterdam 1987, ISBN 0-444-70193-1 (Advances in Psychology; 45).
- The Brain Machine. The Development of Neurophysiological Thought. Harvard University Press, Cambridge, Mass. 1985, ISBN 0-674-08047-5.

als Herausgeber
- Handbook of Neuropsychology, Band 11. Elsevier Science, Amsterdam 1997, ISBN 0-444-82467-7 (zusammen mit Jordan Grafman).